# Vihanninjärvi
Vihanninjärvi är en sjö i kommunen Saarijärvi i landskapet Mellersta Finland i Finland. Sjön ligger 152,6 meter över havet. Den är 10,6 meter djup. Arean är 1,65 kvadratkilometer och strandlinjen är 8,29 kilometer lång. Sjön  ingår i Kymmene älvs huvudavrinningsområde.   Den ligger omkring 72 kilometer nordväst om Jyväskylä och omkring 280 kilometer norr om Helsingfors. I sjön finns de små öarna Vihanninsaari (0,2 hektar) och den ännu mindre Heinäsaari.